# Oldřich Teplý
Oldřich Teplý (* 27. Mai 1940 in Prag) ist ein ehemaliger tschechoslowakischer Eisschnellläufer.
Teplý wurde dreimal tschechoslowakischer Meister im Großen Vierkampf (1963–1965) und nahm von 1962 bis 1969 an internationalen Wettbewerben teil. Bei seiner einzigen Teilnahme an Olympischen Winterspielen im Februar 1964 in Innsbruck belegte er den 33. Platz über 5000 m sowie jeweils den 32. Rang über 500 m und 1500 m. Bei der Mehrkampfeuropameisterschaft 1965 in Göteborg lief er auf den 24. Platz und bei der Mehrkampfeuropameisterschaft 1967 in Lahti auf den 23. Rang im Großen Vierkampf.

## Persönliche Bestzeiten
| Disziplin | Zeit        | Datum           | Ort                  |
| --------- | ----------- | --------------- | -------------------- |
| 500 m     | 41,9 s      | 13. Januar 1967 | Madonna di Campiglio |
| 1000 m    | 1:27,3 min  | 9. Januar 1967  | Innsbruck            |
| 1500 m    | 2:11,9 min  | 13. Januar 1967 | Madonna di Campiglio |
| 3000 m    | 4:38,4 min  | 14. März 1968   | Jekaterinburg        |
| 5000 m    | 7:58,4 min  | 5. Januar 1969  | Inzell               |
| 10.000 m  | 17:17,4 min | 18. Januar 1964 | Svratka              |